# Grzegorz Wojtkowiak

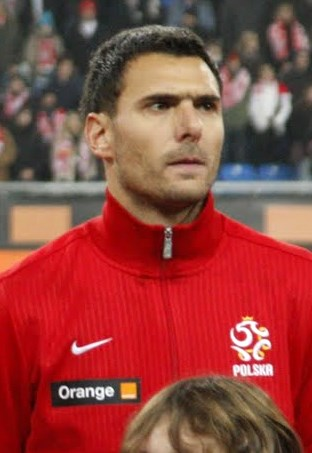
Grzegorz Wojtkowiak (2011)

Grzegorz Wojtkowiak (* 26. ledna 1984, Kostrzyn nad Odrą, Polsko) je bývalý polský fotbalový obránce. Mimo Polsko působil na klubové úrovni v Německu.

## Klubová kariéra
- Celuloza Kostrzyn nad Odrą (mládež)
- Amica Wronki 2003–2006
- Lech Poznań 2006–2012
- TSV 1860 München 2012–2015
- Lechia Gdańsk 2015–2019
- Lechia Gdańsk II 2018–2019
- Lech Poznań II 2019–2021

## Reprezentační kariéra
V polském národním A-mužstvu debutoval 10. 9. 2008 v kvalifikačním utkání v Serravalle proti týmu San Marina (výhra 2:0).
Trenér polské reprezentace Franciszek Smuda jej zařadil do nominace na domácí EURO 2012 (konané v Polsku a na Ukrajině). Na turnaji nezasáhl do žádného zápasu, Polsko skončilo se dvěma body na posledním místě základní skupiny A.